# Eulasia dilutipennis
Eulasia dilutipennis är en skalbaggsart som beskrevs av Edmund Reitter 1890. Eulasia dilutipennis ingår i släktet Eulasia och familjen Glaphyridae. Inga underarter finns listade i Catalogue of Life.